# جبهه پیروان خط امام و رهبری
جبهه پیروان خط امام و رهبری یک ائتلاف سیاسی در ایران است که از تعدادی از احزاب اصول‌گرا تشکیل شده‌است. این جبهه، قدیمی‌ترین ائتلاف اصول‌گرایی است و طیف سنتی‌تر این جناح را نمایندگی می‌کند. ائتلاف پیروان خط امام و رهبری در آستانهٔ انتخابات مجلس ششم تأسیس شد.
حبیب‌الله عسگراولادی رئیس این جبهه بود. پس از درگذشت وی، نایب‌رئیس این جبهه یعنی محمدرضا باهنر، ریاست این تشکل سیاسی را برعهده گرفت. همچنین سید کمال‌الدین سجادی سخنگوی این تشکل سیاسی است.

## اعضا
جبهه پیروان خط امام و رهبری، با ۱۳ حزب و تشکل، در انتخابات مجلس ششم شرکت کرد:
- جمعیت مؤتلفه اسلامی (بعدها: حزب مؤتلفه اسلامی)
- انجمن اسلامی پزشکان ایران
- جامعه اسلامی مهندسین
- جامعه اسلامی دانشگاهیان ایران
- جامعه اسلامی دانشجویان
- جامعه اسلامی فرهنگیان
- جامعه اسلامی کارمندان
- جامعه اسلامی کارگران
- جامعه انجمن‌های اسلامی اصناف و بازار
- جامعه اسلامی نمایندگان ادوار مختلف مجلس
- جامعه وعاظ تهران
- کانون اسلامی فارغ‌التحصیلان شبه‌قاره هند

در همان سال، جامعه اسلامی ورزشکاران چهاردهمین عضو این جبهه شد. همچنین اوایل دههٔ ۱۳۸۰، جامعه وعاظ تهران از جبهه خارج، و جامعه پیروان زینب وارد جبهه شد. تغییر دیگر در ترکیب اعضای جبهه، افزوده شدن سه تشکل به نام‌های جامعه جوانان متحد اسلامی، جمعیت اسلامی فرهنگیان، و جمعیت فاطمیون در سال ۱۳۹۲ بود. در دههٔ ۱۳۹۰، جمعیت وفاداران انقلاب اسلامی به عضویت جبهه درآمد و جامعه اسلامی دانشجویان از جبهه خارج شد.
پس از تغییر قانون نحوه فعالیت احزاب و گروه‌های سیاسی، جامعه زینب به جبهه پیشرفت، رفاه و عدالت پیوست و جامعه اسلامی دانشگاهیان ایران از حزب سیاسی به انجمن صنفی تغییر وضعیت داد.
اعضای جبهه در ابتدای سال ۱۴۰۰ به صورت زیر درآمد:
- حزب مؤتلفه اسلامی
- جامعه اسلامی مهندسین
- جامعه اسلامی فرهنگیان
- جامعه اسلامی کارمندان
- جامعه اسلامی کارگران
- جامعه اسلامی ورزشکاران
- جامعه انجمن‌های اسلامی اصناف و بازار
- کانون اسلامی فارغ‌التحصیلان شبه‌قاره هند
- جامعه پیروان زینب
- جامعه جوانان متحد اسلامی
- جمعیت اسلامی فرهنگیان
- جمعیت وفاداران انقلاب اسلامی
- جامعه اسلامی مدیران ایران